# Daniel Haglund
Daniel Börje Haglund, född 25 mars 1980 i Borlänge kyrkobokföringsdistrikt, Kopparbergs län, är en svensk musiker. Han var en av grundarna av Mando Diao. Han spelade orgel i bandet, men fick sparken i april 2003.  Fram till att Mando Diao slog igenom så spelade Daniel också bas i lo-fi popbandet Cone Whaley i Falun. Han spelade även keyboard och gitarr i coverbandet BrandRockarna från Borlänge under ett antal år. I övrigt har Haglund medverkat på uppsalabandet The Academys debutalbum, One moment of truth. Daniel Haglund betraktades tidigt som ett musikaliskt barn, med absolut gehör, och han spelar ett flertal olika instrument.[källa behövs] Nu jobbar han som musiklärare på Hagaskolan i Dals-Ed och han varvar detta med turnéer med Mando Diao.
Haglund medverkade på Mando Diaos album Infruset, och turnerar numera med bandet.